# 풍양중학교 (경북)
풍양중학교(豊壤中學校)는 대한민국 경상북도 예천군 풍양면 낙상리에 있는 공립 중학교이다.

## 학교 연혁
- 1953년 5월 26일 : 개교 6학급
- 1974년 12월 27일 : 고등학교 설립인가(6학급)
- 2013년 2월 25일 : 본관 외벽 개선 사업
- 2017년 2월 28일 : 고등학교 폐지(총 2,762명 졸업)
- 2021년 11월 30일 : 학교단위 집중환경개선사업 준공
- 2022년 3월 1일 : 경북예비미래학교 운영
- 2023년 1월 5일 : 제70회 졸업식(6명, 총 9,148명)
- 2023년 3월 1일 : 제30대 김상동 교장 취임
- 2023년 3월 3일 : 2023학년도 입학식(4명 입학)

## 참고 자료
- 풍양중학교 - 한국교육학술정보원 학교알리미